# USS Spruance (DD-963)
El USS Spruance (DD-963), bautizado en honor al almirante Raymond A. Spruance, fue el buque líder de los destructores de la clase Spruance de la Armada de los Estados Unidos. Fue puesto en gradas en 1972, botado en 1973 y comisionado en 1975. Fue des-comisionado en 2005 y hundido como blanco naval en 2006.

## Historial de servicio

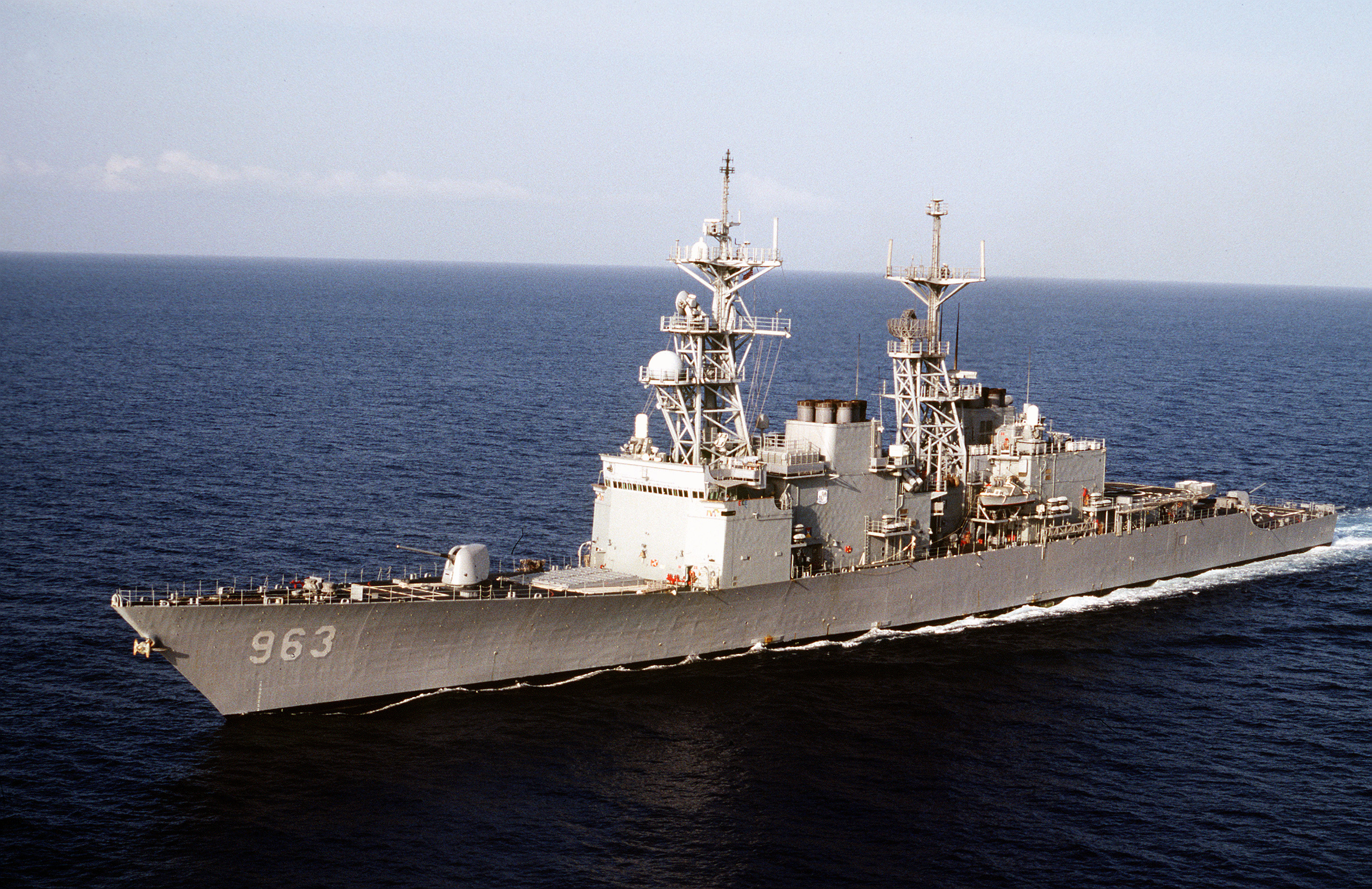
USS Spruance navegando en el año 1994.

Fue puesto en gradas en 1972 en Ingalls Shipbuilding (de Pascagoula, Misisipi), botado el 10 de noviembre de 1973 y comisionado el 20 de septiembre de 1975. Su nombre USS Spruance honraba al almirante Raymond A. Spruance. Por su característica baja sonoridad, su tripulación lo apodó «The Quiet Warrior».
En enero de 1991, apenas iniciada la Operación Desert Storm, el USS Spruance junto al USS Virginia y USS Pittsburgh, disparó misiles Tomahawk a Irak.
Fue des-comisionado en 2005 y hundido como blanco en 2006.